# Keila
Keila (în germană Kegel) este un oraș (linn) în Regiunea Harju, Estonia. Localitatea a fost locuită de germanii baltici.

## Galerie de imagini

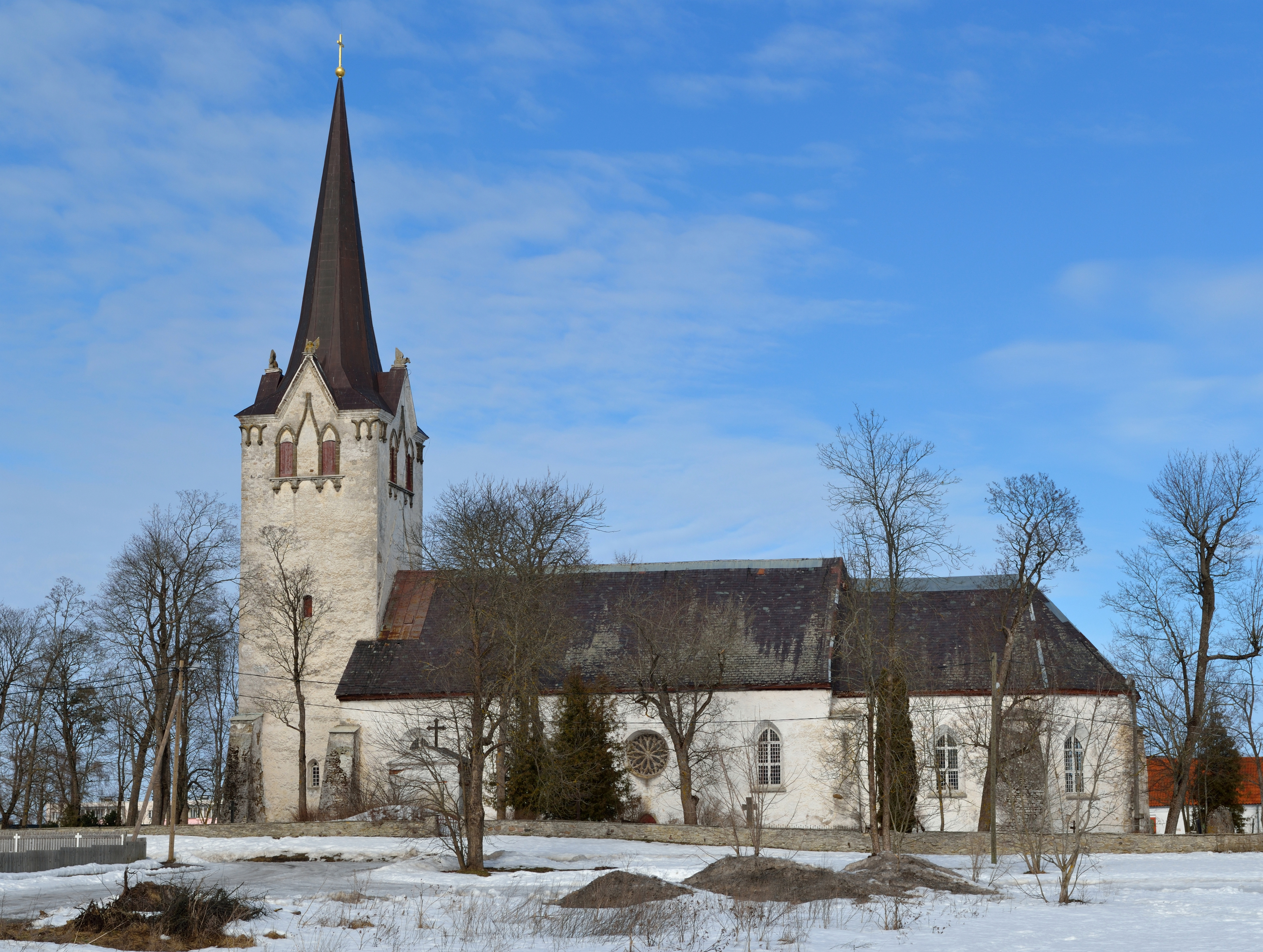
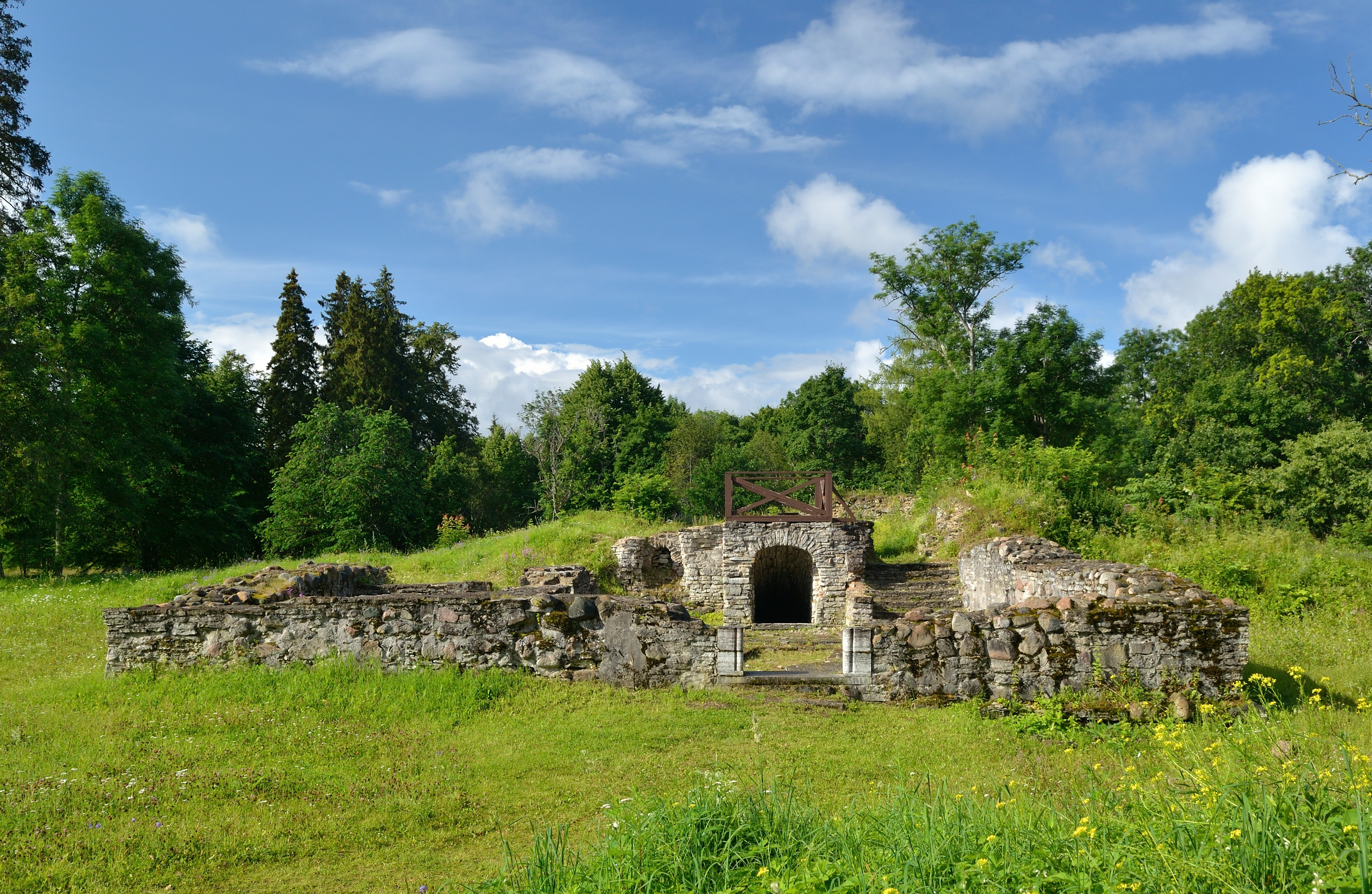
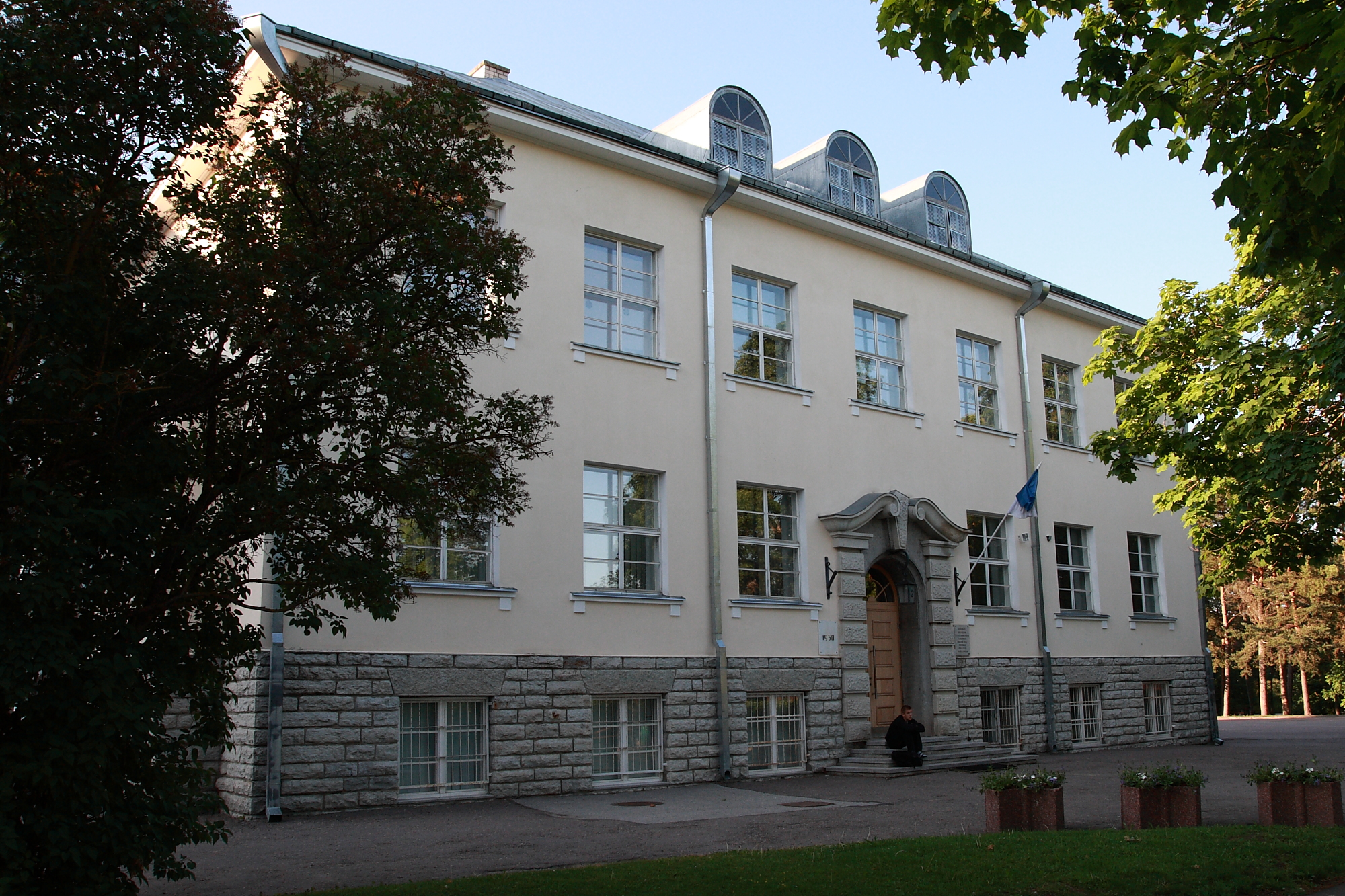
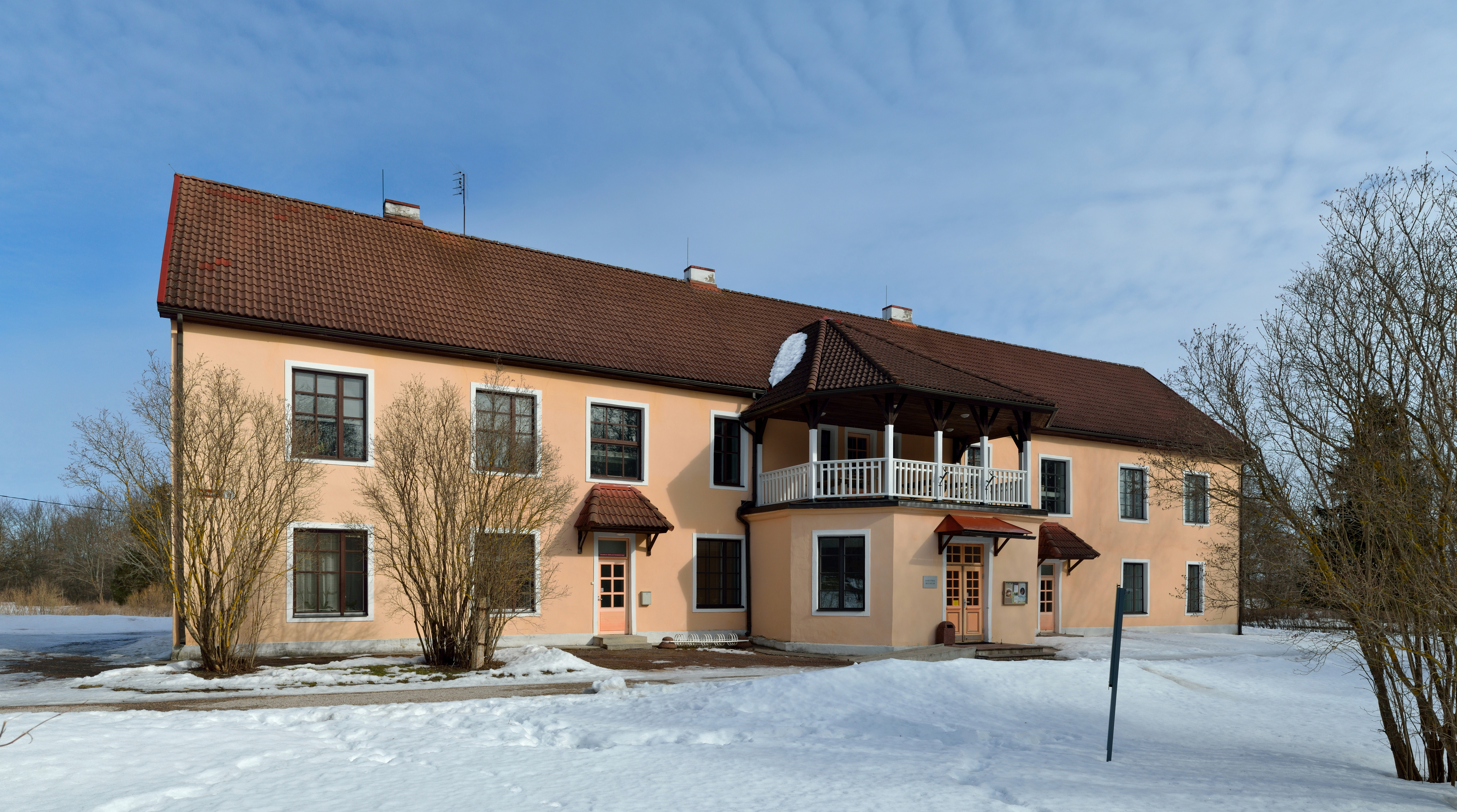
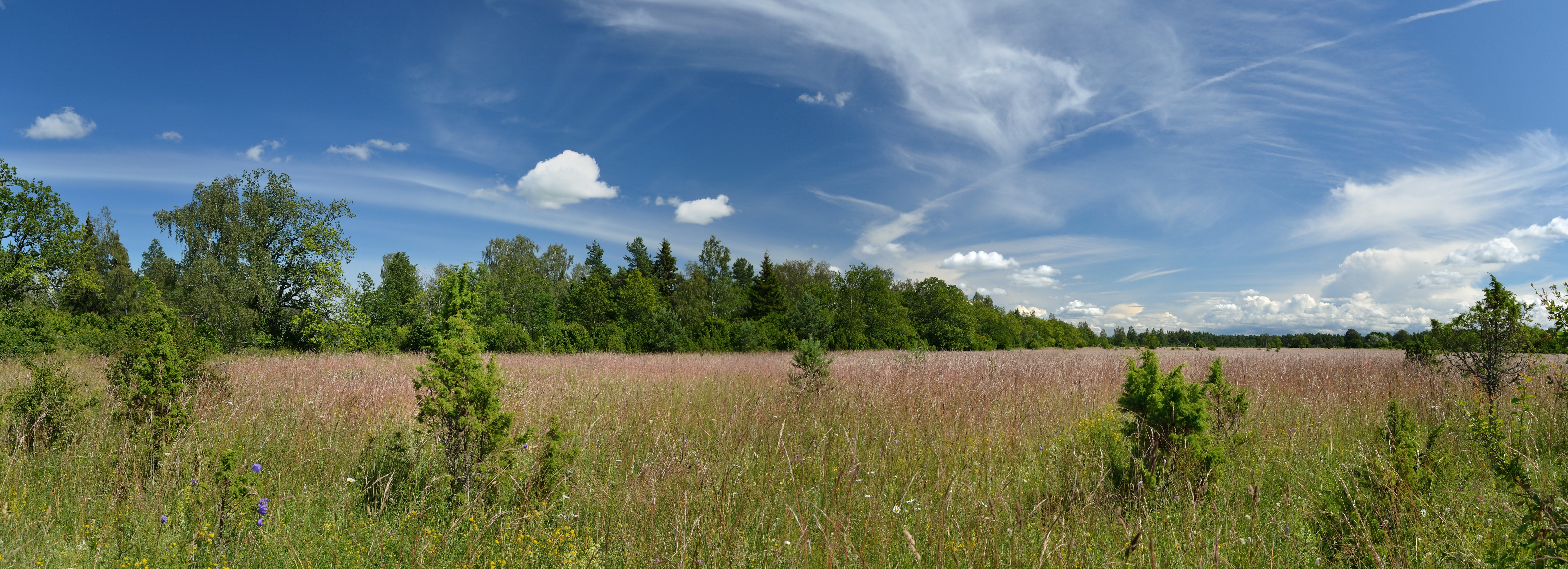
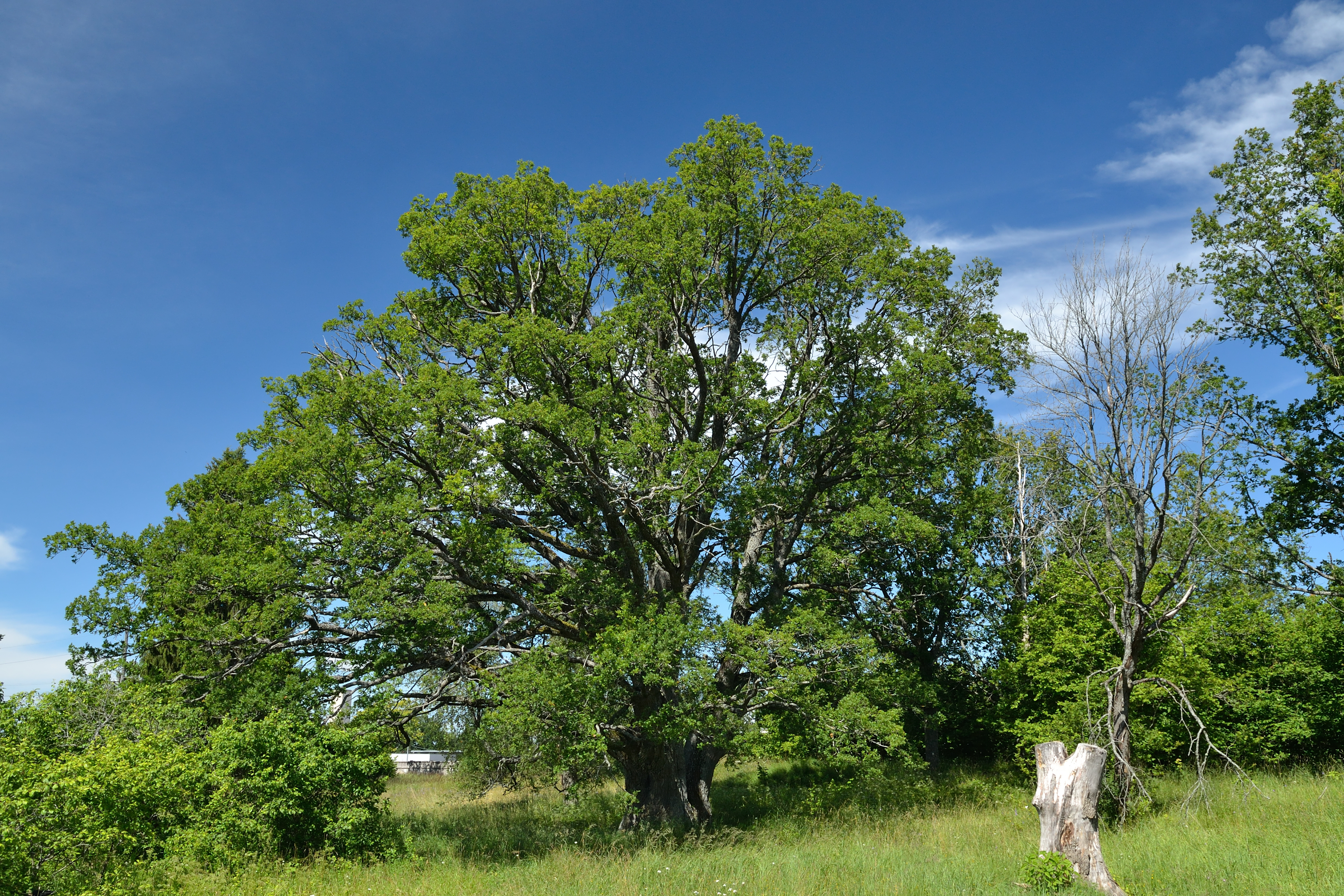